# Pocé-les-Bois
Pocé-les-Bois (bret. Pozieg) – miejscowość i gmina we Francji, w regionie Bretania, w departamencie Ille-et-Vilaine.
Według danych na rok 1990 gminę zamieszkiwało 731 osób, a gęstość zaludnienia wynosiła 48 osób/km² (wśród 1269 gmin Bretanii Pocé-les-Bois plasuje się na 704. miejscu pod względem liczby ludności, natomiast pod względem powierzchni na miejscu 656.).